# 威利斯科夫鎮區 (阿肯色州瑟西縣)
威利斯科夫鎮區（英語：Wileys Cove Township）是位於美國阿肯色州瑟西縣的一個行政鎮區。

## 地方資料
根據2010年美國人口普查的數據，威利斯科夫鎮區的面積為117.68平方千米，當中陸地面積為117.14平方千米，而水域面積為0.54平方千米。當地共有人口777人，而人口密度為每平方千米6人。